# بيرثا هنري بوكستون
بيرثا هنري بوكستون (بالإنجليزية: Bertha Henry Buxton)‏ (26 يوليو 1844 - 1881)؛ كاتِبة مُتخصِّصة في أدب الأطفال وروائية بريطانية.